# 시라가키 우노
시라가키 우노(일본어: 白垣 うの, 2005년 10월 11일 ~ )는 일본의 여자 축구 선수이다.

## 구단 경력
2019년 세레소 오사카에 입단하였다.

## 국가대표팀 경력
그녀는 2022년 FIFA U-17 여자 월드컵에 참가할 일본 U-17 국가대표팀에 발탁되었으며, 3경기에 출전, 2득점을 넣었다. 2024년 FIFA U-20 여자 월드컵에 참가할 일본 U-20 국가대표팀에 발탁되었다. 7경기에 출전, 준우승에 기여했다.